# 岩田幸雄
岩田 幸雄（いわた ゆきお、1937年1月27日 - ）は、山口放送の代表取締役会長である。

## 経歴
1959年4月に山口放送に入社。
1988年7月からテレビ制作局長を、1989年6月から取締役テレビ制作局長を、1993年6月から常務取締役総務本部長を、1999年7月から専務取締役総務本部長を務めた後、2006年6月に山口放送の代表取締役社長に就任。2018年6月から子会社であるKRYプロモーション（山口放送本社内）の代表取締役社長を務めた後、2019年6月に山口放送の代表取締役会長に就任した。

## 制作・業績
山口放送初の日本民間放送連盟賞受賞作である『29年目の戦傷』（山口県柱島沖で爆沈した戦艦陸奥の引き揚げをテーマにした作品）にディレクターとして携わり、1972年に第20回同賞のテレビ社会番組部門で優秀賞を受賞した。“陸奥もの”としては7本目の作品であり、3年半に及ぶ取材の中で8本の番組をつくっている。
また『聞こえるよ母さんの声が… 原爆の子・百合子』の企画にも携わり、1979年の第27回日本民間放送連盟賞のテレビ社会番組部門で優秀賞を、第34回文化庁芸術祭で大賞を、第19回日本テレフィルム技術賞の撮影部門で奨励賞を受賞した。
そして『NNNドキュメント』などで放送され、後に映画化もされた山口放送のテレビドキュメンタリー『ふたりの桃源郷』の制作にも携わった。